# Bonholz (Haibach)
Die Einöde Bonholz ist ein Ortsteil der Gemeinde Haibach im niederbayerischen Landkreis Straubing-Bogen.
Sie liegt eineinhalb Kilometer südlich des Ortskerns von Haibach in der Gemarkung Landasberg an der Einmündung der Kreisstraße SR 41 in die SR 42. Namensgebend für den Ort ist das Bonholz, ein Waldgebiet westlich des Orts mit einer heutigen Ausdehnung von etwa 0,53 km². 300 Meter westlich vom Ort entspringt der Bonholzbach.